# Lobocleta moricaria
Lobocleta moricaria là một loài bướm đêm trong họ Geometridae.